# Bad Reputation (album de Thin Lizzy)
Pour les articles homonymes, voir Bad Reputation.
Albums de Thin Lizzy
Johnny the Fox
(1976) Live and Dangerous
(1978)
Singles
1. Dancing in the Moonlight
Sortie : 13 août 1977

Bad Reputation est le 8e album studio du groupe de rock irlandais Thin Lizzy. Il est sorti le 2 septembre 1977 sur le label Vertigo Records.

## Historique de l'album
Cet album a été produit par Tony Visconti (David Bowie, T.Rex) à Toronto. Visconti eut d'ailleurs d'énormes difficultés a entrer sur le territoire canadien, le service d'émigration faisant tout pour lui refuser son permis de travail.
On remarquera sur la pochette de l'album que seul, Phil Lynott, Brian Downey et Scott Gorham sont représentés, en effets les rapports avec Brian Robertson sont plus que tendus et il ne participera que sur peu de titres de l'album. Scott Gorham devra se charger de doubler pratiquement toutes les parties de guitares.
John Helliwell, saxophoniste au sein de Supertramp, viendra jouer de saxophone et de la clarinette sur l'album. Phil Lynott assurera toutes les parties vocales de l'album, y compris tous les chœurs, il ne sera aidé que par la femme, à l'époque, de Tony Visconti, Mary Hopkin-Visconti sur la chanson Dear Lord.
L'album obtiendra un disque d'or et sera classé 4e dans les charts du Royaume-Uni et le single Dancing in the Moonlight (it's caught me in the spotlight) sera classé 14e.

## Liste des titres
Face 1
| No | Titre              | Auteur                       | Guitare solo    | Durée |
| -- | ------------------ | ---------------------------- | --------------- | ----- |
| 1. | Soldier of Fortune | Phil Lynott                  | Scott Gorham    | 5:18  |
| 2. | Bad Reputation     | Brian Downey, Gorham, Lynott | Gorham          | 3:09  |
| 3. | Opium Trail        | Downey, Gorham, Lynott       | Brian Robertson | 3:58  |
| 4. | Southbound         | Lynott                       | Gorham          | 4:27  |

Face 2
| No | Titre                                                       | Auteur         | guitare solo      | Durée |
| -- | ----------------------------------------------------------- | -------------- | ----------------- | ----- |
| 5. | Dancing in the Moonlight (it's caught me in the spot light) | Lynott         | Gorham            | 3:26  |
| 6. | Killer Without a Cause                                      | Gorham, Lynott | Robertson         | 3:33  |
| 7. | Downtown Sundown                                            | Lynott         | Gorham            | 4:08  |
| 8. | That Woman's Gonna Break Your Heart                         | Lynott         | Gorham, Robertson | 3:25  |
| 9. | Dear Lord                                                   | Gorham, Lynott | Gorham            | 4:26  |

Titres bonus de la rééedition 2011
1. Killer Without a Cause (BBC Session 01/08/1977) - 3:42
2. Bad Reputation (BBC Session 01/08/1977) - 2:49
3. That Woman's Gonna Break Your Heart (BBC Session 01/08/1977) - 3:28
4. Dancing in the Moonlight (it's caught me in it's spotlight) (BBC Session 01/08/1977) - 3:22
5. Downtown Sundown (BBC Session 01/08/1977) - 3:53
6. Me and the Boys (Soundcheck) Universal Monitor Mixes - 4:17

## Musiciens
Thin Lizzy
- Phil Lynott : chant, basse, string machine (synthétiseur), harmonica
- Brian Downey : batterie, percussions
- Scott Gorham : guitare solo et rythmique
- Brian Robertson : guitare solo, talkbox, claviers

Musiciens additionnels
- Mary Hokin-Visconti: chœurs sur Dear Lord
- John Helliwell: saxophone et clarinette

## Charts et certification

### Album
| Pays                          | Durée du classement | Meilleur classement | Date             |
| ----------------------------- | ------------------- | ------------------- | ---------------- |
| Canada (RPM)                  | 6 semaines          | 44e                 | 19 novembre 1977 |
| États-Unis (Billboard 200)    | 11 semaines         | 39e                 | 29 octobre 1977  |
| Norvège (VG-lista)            | 2 semaines          | 13e                 | 29 août 1977     |
| Royaume-Uni (UK Albums Chart) | 9 semaines          | 4e                  | 8 octobre 1977   |
| Suède (Sverigetopplistan)     | 5 semaines          | 9e                  | 9 septembre 1977 |

Certification
| Pays        | Ventes    | Certification | Date            |
| ----------- | --------- | ------------- | --------------- |
| Royaume-Uni | 100 000 + | Or            | 21 octobre 1977 |

Chart single
| Titre                    | Pays        | Durée du classement | Meilleur classement | Date              |
| ------------------------ | ----------- | ------------------- | ------------------- | ----------------- |
| Dancing in the Moonlight | Royaume-Uni | 8 semaines          | 14e                 | 10 septembre 1977 |
| Dancing in the Moonlight | IRMA        | 8 semaines          | e                   | 25 août 1977      |